# Parti de la nation
Pour les articles homonymes, voir Millet.
Ne doit pas être confondu avec Alliance de la nation.
Le Parti de la nation (en turc : Millet Partisi, MP) est un parti politique turc nationaliste et conservateur fondé en 1987.

## Résultats électoraux

### Élections législatives
| Année | Voix   | %    | Rang | Sièges  |
| ----- | ------ | ---- | ---- | ------- |
| 2023  | 52 339 | 0.10 | 18e  | 0 / 600 |